# Elżbieta Wężyk
Elżbieta Wężyk z domu Żółtowska (ur. 5 grudnia 1935 w Warszawie) – polska koszykarka. Mistrzyni Polski, reprezentantka Polski.
Karierę sportową rozpoczęła w Wiśle Kraków w 1951, w której występowała do końca kariery w 1963. Z krakowskim klubem sięgnęła po mistrzostwo Polski (1963), raz po wicemistrzostwo (1952), pięciokrotnie po brązowy medal mistrzostw Polski (1953, 1954, 1959, 1960, 1962).
Z reprezentacją Polski wystąpiła trzy razy na mistrzostwach Europy, zajmując miejsca: 5 – 1958, 4 – 1960, 6 – 1962. Łącznie w biało-czerwonych barwach rozegrała 82 spotkania.